# Klimabildung

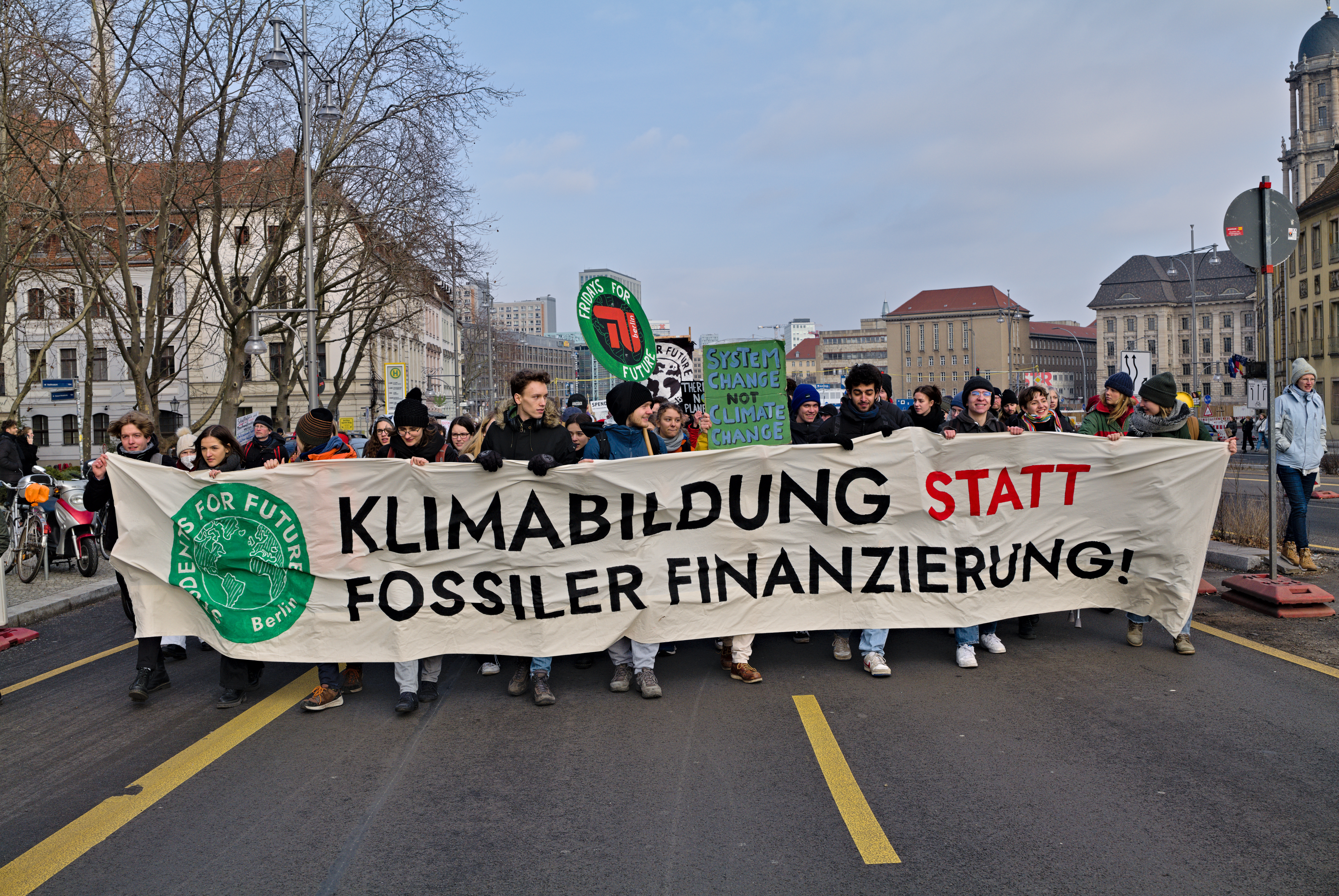
Plakat mit Forderung nach „Klimabildung“ bei Demonstration von Fridays for Future (2023)

Klimabildung (engl. climate change education) ist ein Bildungs- und Erziehungskonzept der Vereinten Nationen, welches darauf abzielt, Bewusstsein und Aufmerksamkeit für den Klimawandel zu schaffen. Es vermittelt Lernenden Ursachen und Folgen des Klimawandels, bereitet sie darauf vor, mit den Auswirkungen des Klimawandels zu leben und befähigt zum Engagement für Klimaschutz sowie zur Übernahme von nachhaltigen Lebensstilen.

## Konzept
Klimabildung basiert auf dem Konzept von Bildung für nachhaltige Entwicklung (BNE). Die politischen Entscheidungsträger können durch Klimabildung verstehen, welche Mechanismen zur Bekämpfung des Klimawandels auf nationaler und globaler Ebene einzurichten sind. Die Kommunen erfahren, wie sich der Klimawandel auf sie auswirkt, was sie tun können, um sich vor negativen Folgen zu schützen und wie sie ihren eigenen CO2-Fußabdruck reduzieren können. Klimabildung trägt insbesondere dazu bei, die Widerstandsfähigkeit bereits gefährdeter Gemeinschaften zu erhöhen, die vom Klimawandel betroffen sind.

### Klimabildung im Pariser Klimaschutzabkommen von 2015
Das im Jahr 2015 von den Vereinten Nationen verabschiedete Übereinkommen von Paris hebt Klimabildung als zentrale Maßnahme hervor, um die Abschwächung einer gefährlichen anthropogenen Störung des Klimasystems zu erreichen. Einen ähnlichen Stellenwert hat Klimabildung in den Sustainable Development Goals (SDGs) der Vereinten Nationen.

### UNESCO Programm Climate Change Education for Sustainable Development
Das 2010 ins Leben gerufene UNESCO-Programm „Climate Change Education for Sustainable Development“ (Klimabildung für nachhaltige Entwicklung) soll den Menschen helfen, den Klimawandel zu verstehen, indem die Klimabildungs-Aktivitäten im Bereich der formalen und non-formalen Bildung durch Medien, Vernetzung und Partnerschaften ausgeweitet werden.
Das Programm basiert auf dem ganzheitlichen Ansatz Bildung für nachhaltige Entwicklung (BNE), der Schlüsselthemen der nachhaltigen Entwicklung, wie Klimawandel, in die Bildung einbezieht und die gegenseitige Abhängigkeit von ökologischer Nachhaltigkeit, wirtschaftlicher Lebensfähigkeit und sozialer Gerechtigkeit berücksichtigt. Es fördert partizipative Lehr- und Lernmethoden, die die Lernenden motivieren und befähigen, ihr Verhalten zu ändern und Maßnahmen für eine nachhaltige Entwicklung zu ergreifen. Die UNESCO arbeitet mit den nationalen Regierungen zusammen, um Klimabildung in die nationalen Bildungsstandards und Lehrpläne zu integrieren und dafür innovative Lehr- und Lernansätze zu entwickeln.

## Umsetzung in Deutschland
Klimabildung spielt im deutschen Bildungssystem noch keine tragende Rolle. Im Bereich Schule ist es bislang nicht gelungen, das Konzept systematisch in den Bildungsstandards, Bildungsplänen und Lehrplänen der Bundesländer zu verankern. Eine Nachhaltigkeitspädagogik wird erst angedacht, ist bestenfalls im Entstehen begriffen, war vor dem Jahr 2008 noch nicht entwickelt. Zahlreiche Angebote wie Unterrichtsmaterialien, Projekte und Wettbewerbe platzieren das Lerngebiet weitgehend in den fakultativen Bereich. In einigen Bundesländern ist Klimabildung allerdings in Gesetzen und Klimaschutzplänen festgeschrieben, so bereits seit 2013 im Klimaschutzgesetz NRW und – als prioritäres Handlungsfeld – im „Integrierten Klimaschutzplan Hessen“.
Der Klimawandel stellt eine globale, intra- sowie intergenerationale Herausforderung dar und ist von hoher Bedeutung für das System der Erde. Zum „forschenden Lernen“ zu regionalen Implikationen des Klimawandels im Erdkundeunterricht in der gymnasialen Oberstufe ist ein didaktisches Konzept vorgelegt worden. Eine „Diercke Weltatlas“-Lehrausgabe für Klima-Unterrichtseinheiten im Erdkundeunterricht ist erarbeitet worden. In der Unterrichtspraxis des Erdkundeunterrichts ist der Themenkomplex „Klimawandel“ durch eine gewisse disziplinäre Unsicherheit charakterisiert, welche in Kombination mit konstitutiven fachdidaktischen und pädagogischen Unsicherheiten eine Herausforderung für das Lehrerhandeln darstellt. Im Rahmen eines Projektes an der Universität Hamburg wird erforscht, wie Lehrer bei der Unterrichtsplanung und -durchführung mit diesen Unsicherheiten umgehen.
Auch in außerschulischen Bildungseinrichtungen ist Klimabildung, etwa im Vergleich zu klassischer Natur- und Umweltpädagogik, unterrepräsentiert. Auf lokaler Ebene existieren hingegen zahlreiche Projekte und Programme für unterschiedliche Zielgruppen. Beispiele hierfür sind das Netzwerk „16 BildungszentrenKlimaschutz“, die Bildungsprojekte im Rahmen des Klimaschutzplanes Hessen sowie die umfangreichen Klimabildungsprogramme des „NaturGut Ophoven“ und von „Umweltlernen“ in Frankfurt.
Auch die Ebene der Kommunen gewinnt für die Bewältigung des Klimawandels zunehmend an Aufmerksamkeit. Dazu bedarf es der Kooperation von Akteuren von Klimabildung in allen Bildungsbereichen, des Klimaschutzes und der politischen Strategien auf lokaler Ebene. Die Förderung der Zusammenarbeit in den Bildungslandschaften haben auch das Projekt „Kommune als Lernort für den Klimaschutz“ sowie das Projekt „Kooperation Klimabildung & Energieberatung“ zum Inhalt.